# Arthur van Gehuchten
Arthur Van Gehuchten (Anversa, 20 aprile 1861 – Cambridge, 9 dicembre 1914) è stato un neurologo belga.

## Biografia
All'età di vent'anni si iscrisse alla Facoltà di scienze dell'Università Cattolica di Lovanio, dove divenne allievo di Jean-Baptiste Carnoy, laureandosi in scienze naturali.
Successivamente si interessò alla neuroanatomia, divenendo assistente di Karl Weigert prima e di Ludwig Edinger poi.
A partire dal 1887 cominciò a insegnare all'Università di Lovanio, inizialmente anatomia in qualità di assistente universitario e in seguito fu nominato professore ordinario alla cattedra di anatomia umana nella Facoltà di medicina. Nel 1899 fondo la rivista accademica specializzata Le Névraxe.
Con lo scoppio della prima guerra mondiale, andò distrutto il suo laboratorio a Lovanio; decise così di trasferirsi all'Università di Cambridge.
Membro della Regia Accademia belga di medicina, fu il padre del neurologo Paul Van Gehuchten.

## Opere
- Arthur Van Gehuchten, Le système nerveux de l'homme, Lierre, Joseph van In, 1893.
- Arthur Van Gehuchten, Anatomie du systeme nerveux de l'homme, Lovanio, A. Uystpruyst-Dieudonné, 1897.
- Arthur Van Gehuchten, Les centres nerveux cérébro-spinaux, Lovanio, A. Uystpruyst-Dieudonné, 1908.
- Arthur Van Gehuchten, Les maladies nerveuses, Lovanio, A. Uystpruyst, 1920.